# Michael Laufer
Michael Laufer ist ein deutscher Basketballtrainer und -funktionär.

## Laufbahn
Von 1976 bis 1981 studierte Laufer an der Deutschen Sporthochschule in Köln und schloss als Diplomsportlehrer ab. Anschließend absolvierte er zwischen 1981 und 1985 zusätzlich ein Biologiestudium an der Universität zu Köln. Von 1981 bis 1994 war er als Lehrer am Kardinal-Frings-Gymnasium in Bonn tätig.
Zwischen 1979 und 1991 war Laufer in verschiedenen Ämtern für den Basketball-Bundesligisten BSC Saturn Köln tätig, unter anderem als Geschäftsführer. In dieser Zeit gewannen die Kölner vier deutsche Meistertitel und drei DBB-Pokalsiege.
1994 übernahm Michael Laufer die Leitung des Internats Schloss Hagerhof, und 1996 die Geschäftsführung der Schloss Hagerhof GmbH & Co.KG.
1993 führte er die Herrenmannschaft des Rhöndorfer TV als Trainer zum Aufstieg in die 2. Basketball-Bundesliga und 1995 zum Aufstieg in die Basketball-Bundesliga. Anschließend widmete sich Laufer zunächst seinen Aufgaben am Schloss Hagerhof, kehrte aber im Laufe der Bundesliga-Saison 1995/96 auf den Trainerposten  zurück und sicherte den Rhöndorfern den Klassenerhalt. Anschließend gab er das Amt an Tom Schneeman ab.